# Flowing Home
Flowing Home — канадский короткометражный анимационный фильм 2021 года, снятый режиссёром Сандрой Десмазьер. Фильм рассказывает историю двух сестёр из Вьетнама, которых разлучают во время Вьетнамской войны, и они не воссоединяются ещё 20 лет.
Фильм был включен в список номинантов на премию Оскар за лучший анимационный короткометражный фильм, и получил номинацию Canadian Screen Award за лучший анимационный короткометражный фильм на 10-й церемонии Canadian Screen Awards в 2022 году.